# Konzern Awtomatika
Konzern Awtomatika (russisch Концерн Автоматика) ist eine russische Holdinggesellschaft für mehrere Unternehmen im Bereich der Informationssicherheit und der Elektronischen Kampfführung. Konzern Awtomatika ist Teil des staatlichen Rostec-Konzerns.
Zu den Produkten der Unternehmensgruppe zählen unter anderem Radaranlagen für die Luftraum-Aufklärung, Wahlgeräte, Hardware-Software-Verbünde für Lehreinrichtungen, Software zur technischen Überwachung und Produkte aus dem Bereich der IT-Sicherheit.
Der Konzern Awtomatika geht auf das Forschungsinstitut für Automatisierung (NIIA) (Научно-исследовательский институт автоматики) zurück, deren Vorgänger wiederum seit 1921 mit der Organisation der geheimen Kommunikation im Land und der Entwicklung von kryptographischer Ausrüstung beauftragt wurde. Zu den Mitarbeitern gehörte unter anderem Wladimir Alexandrowitsch Kotelnikow. Im Jahr 2010 wurde das NIIA per Dekret des russischen Präsidenten in den Konzern Awtomatika überführt. Dieses Unternehmen wurde 2014 in den Rostec-Konzern eingegliedert.